# Pic épeiche
Dendrocopos major
Espèce
Répartition géographique
Statut de conservation UICN

 LC  : Préoccupation mineure
Le Pic épeiche (Dendrocopos major) est l'espèce de pics la plus répandue et la plus commune en Europe et dans le Nord de l'Asie. Faisant partie des pics de taille moyenne, il se caractérise par un plumage rayé de blanc et de noir et une tache rouge écarlate sur le bas-ventre près de la queue.
Espèce diurne, le Pic épeiche vit solitaire ou par couple dans un territoire dont il ne s'éloigne guère, même en hiver, les mâles étant les plus sédentaires. Il peut adopter un comportement plus erratique et migrer en hiver lorsque la nourriture se raréfie.

## Description

### Morphologie
Le pic épeiche ressemble aux autres pics bigarrés (pic épeichette, pic mar, pic à dos blanc, etc.), mais s'en distingue par le dos bien plus sombre, le bas-ventre et les sous-caudales rouge vif près de la queue et, pour ce qui concerne le mâle, une petite tache rouge sur la nuque. Le motif de la tête strié de noir entoure des joues, un menton et une gorge blanches : le front est blanc chamoisé, tandis que la calotte est noire. Une moustache noire relie la base du bec à la nuque (bande post-auriculaire) et descend vers la poitrine pour former un large demi-collier sur le haut. Le bec à la forme de ciseau à bois est puissant, pointu et noir. Les yeux sont foncés, entourés d'une fine bande blanche.
Son manteau est principalement noir, avec de grandes taches blanches, ovales sur les ailes et des rayures sur les rémiges. Il porte deux bretelles blanches, bandes bien visibles de chaque côté du dos. La queue est noire avec des taches blanches sur l’extérieur.
La femelle est identique au mâle, à part sa nuque qui est noire. Le jeune pic épeiche a une large calotte rouge bordée de noir et le bas-ventre dans les tons rosés, plus clair que celui de l'adulte.
L'adulte a une taille comprise entre 20 et 24 cm, un poids de 70 à 98 g et une envergure de 34 à 39 cm.

### Particularité anatomique
Oiseau grimpeur montant ou descendant à reculons, il utilise comme support, pour se maintenir à la verticale des branches qu'il parcourt, des plumes spéciales de sa queue, les rectrices, qui sont rigidifiées et portées par un pygostyle volumineux. D'autres adaptations anatomiques favorisent sa stabilité quand il est accroché à un tronc : largeur du bassin, allongement des fémurs. La spécificité des rectrices est encore plus poussée lorsque l'oiseau tambourine ou creuse le bois : la queue joue alors le rôle d'une lame de ressort qui amortit le mouvement.
La langue des pics épeiches est effilée, très longue, visqueuse et pourvue de nombreux corpuscules, avec une petite extrémité plate et pointue qui est ornée de petits crochets. L'oiseau peut la projeter loin en avant. Les tarses grisâtres sont courts et les doigts sont pourvus d'ongles solides et recourbés. Les deuxième et troisième doigts sont tournés à l'avant et les premier et quatrième à l'arrière (pattes zygodactyles), ce qui est traditionnellement considéré comme une adaptation d'oiseau grimpeur pour monter facilement aux arbres tout en prenant appui sur les rectrices de la queue, très robustes,.

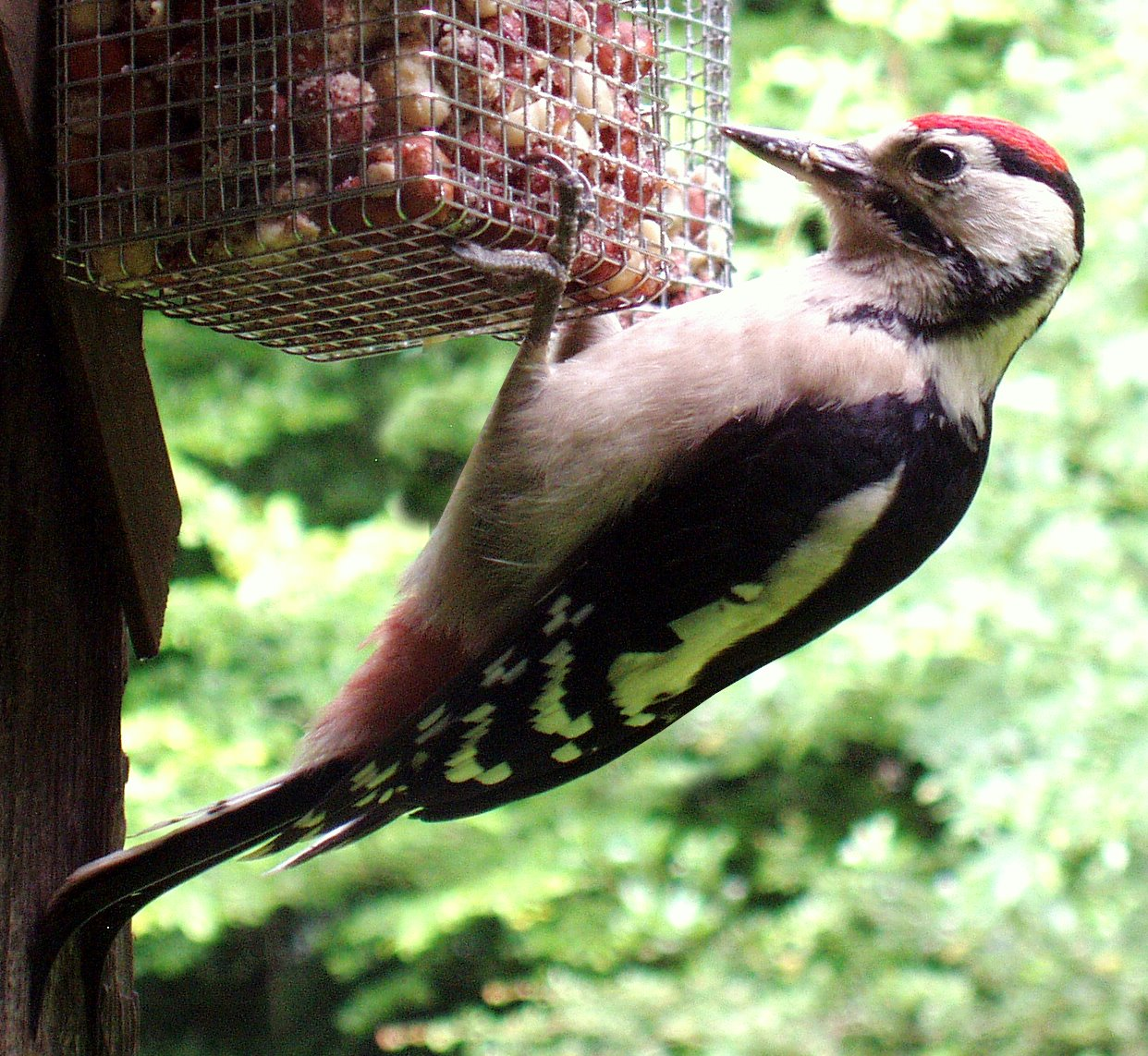
Juvénile.
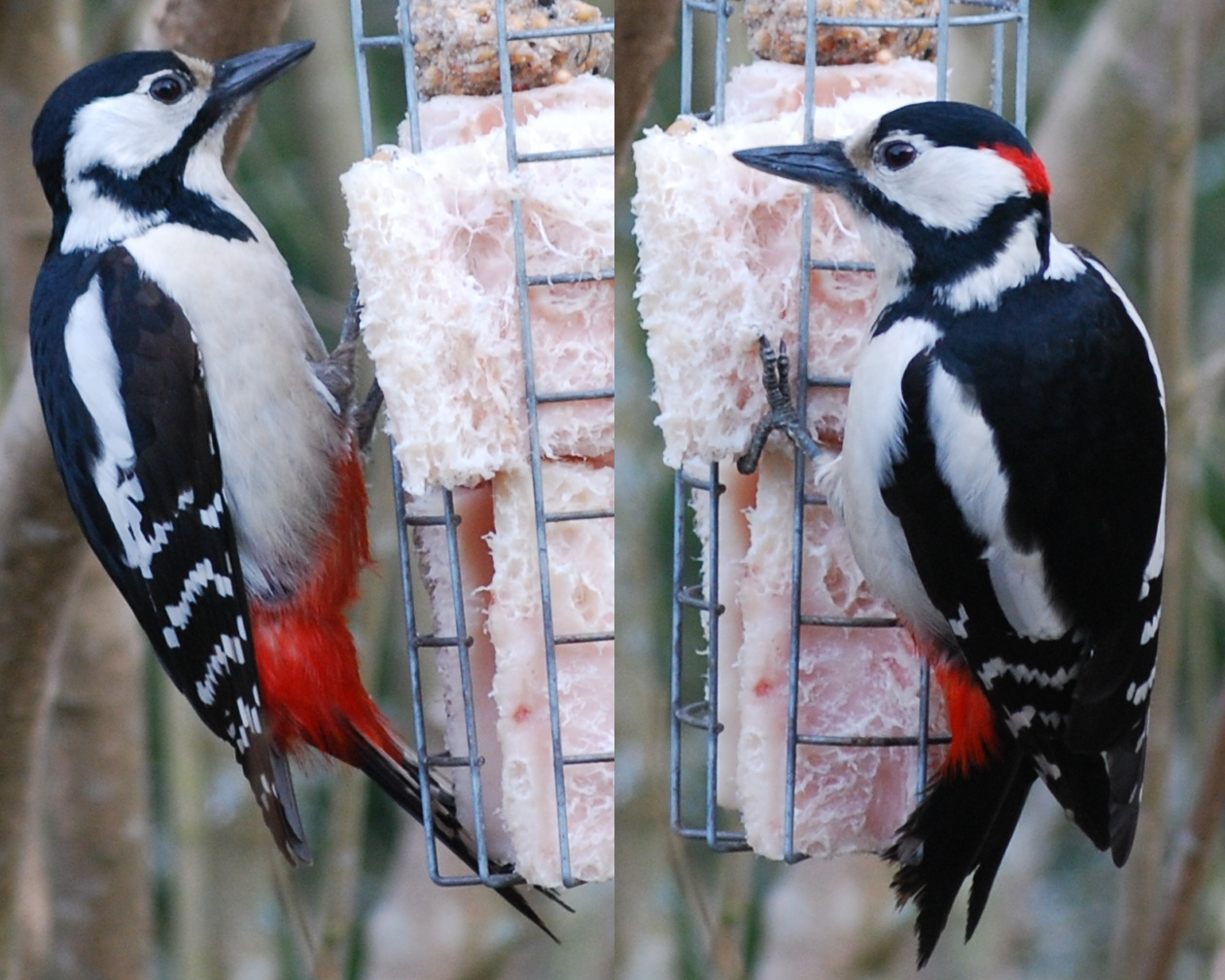
Pic épeiche femelle (à gauche) et mâle (à droite).
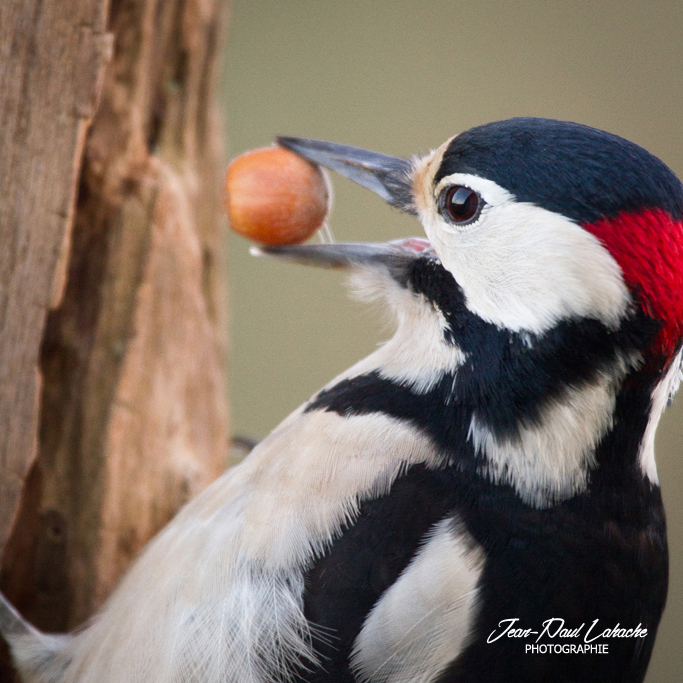
Pic épeiche sur sa forge
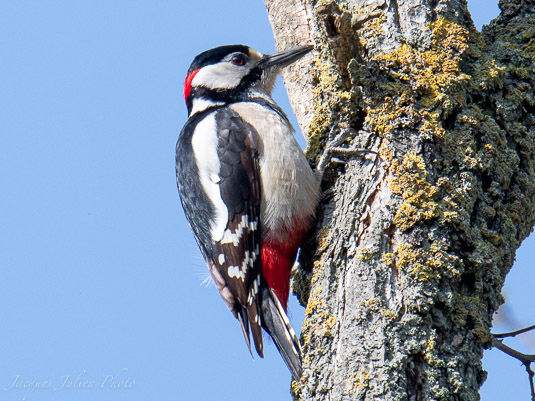

## Écologie et comportement

### Alimentation

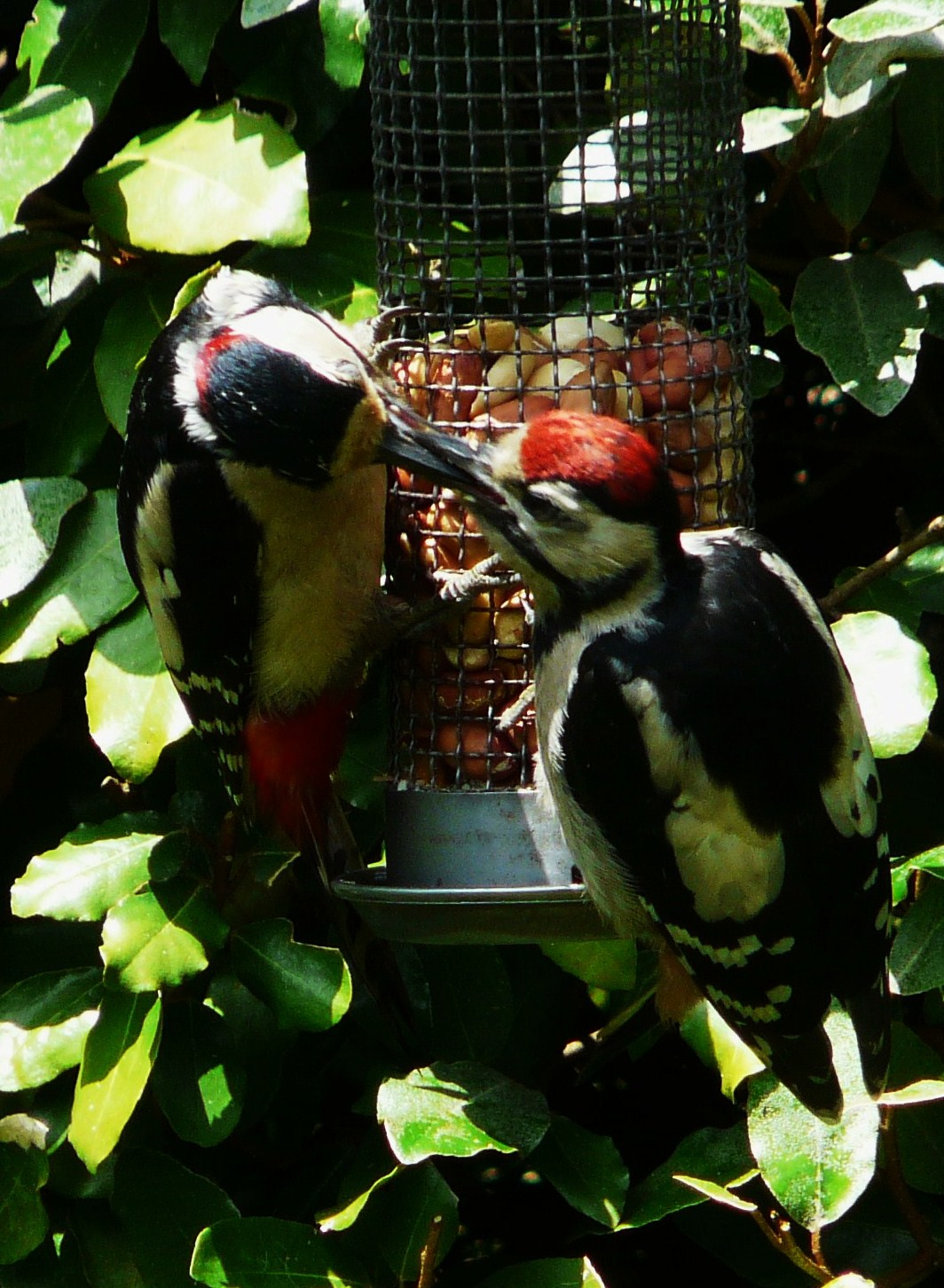
Mâle (à gauche) nourrissant son juvénile

Le régime alimentaire du pic épeiche est plus varié que celui des autres espèces de pics : très insectivore pendant la période de reproduction, il se nourrit d'insectes xylophages, de fourmis, d'araignées, de larves sur ou sous les écorces, dans les fissures mais aussi dans le bois des arbres. En dehors de cette période, il ajoute à son régime toutes sortes de végétaux, tels que des graines ligneuses de conifères, des baies (notamment des noisettes, noix, glands et noyaux de fruits dont il extrait l'amande), des pousses (bourgeons), voire la résine et la sève sucrée des arbres. La musculature puissante du cou ainsi qu'un bec puissant, muni de carènes renforçant la ramphothèque de la mandibule supérieure et d'un culmen à faible courbure, sont une adaptation anatomique à ce régime alimentaire. D'autres adaptations peuvent également intervenir : l'ouïe pour repérer les larves et insectes xylophages en train de grignoter, ou de subtiles différences de résonance (dues à la présence de tunnels dans lesquels logent ses proies) provoquées par les coups de bec dans le bois. Pour décortiquer les fruits durs, le pic coince les noix et les cônes dans des « forges », c'est-à-dire des fourches de branches, des fissures de l'écorce qui servent d'étau pour y bloquer ses prises et les déchiqueter plus facilement.

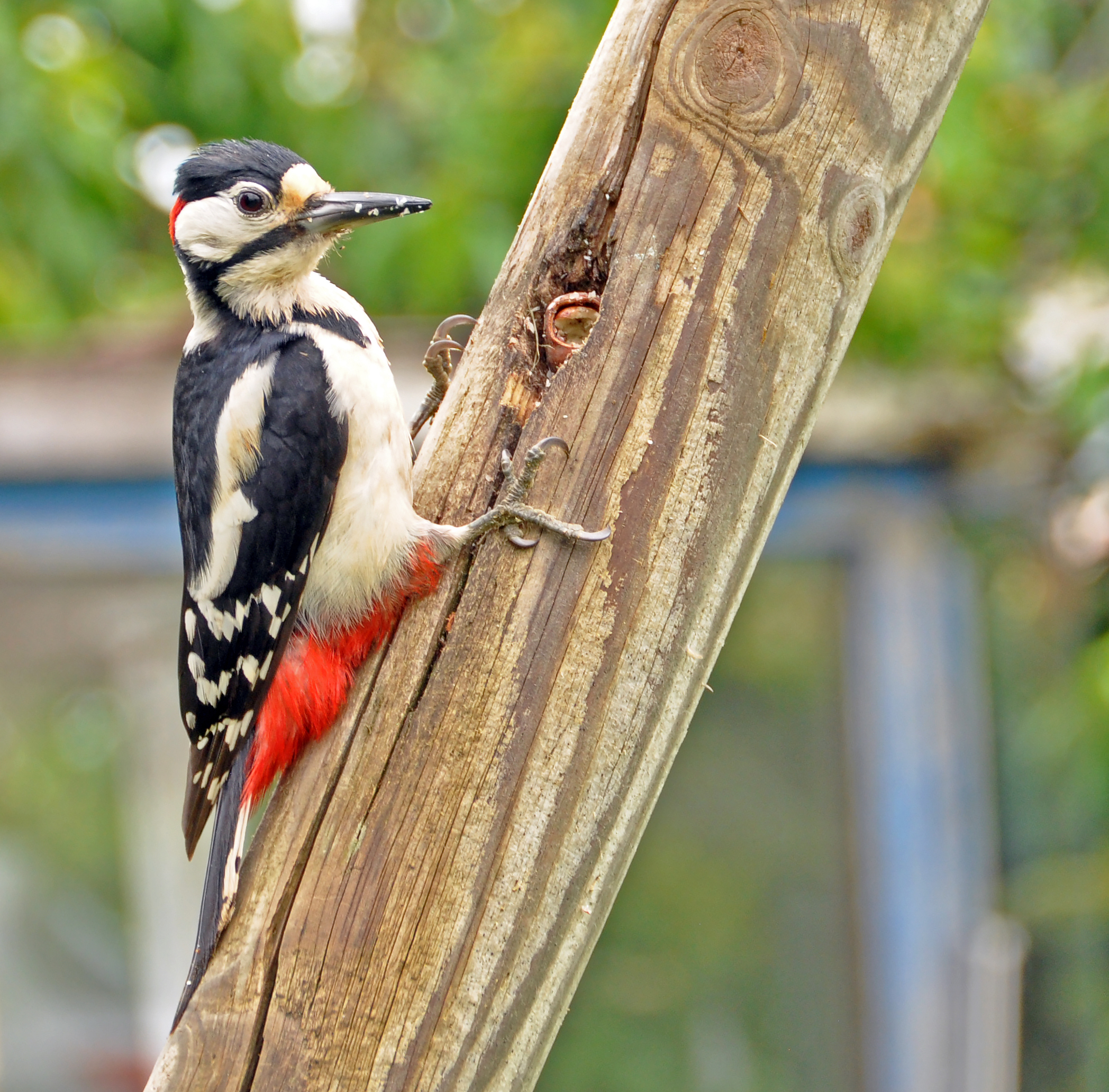
Un trou, une noisette, une forge!

Il vient parfois aux mangeoires. Par temps de neige et de gel persistants, il vient se nourrir aux boules de graines et graisse du commerce suspendues hors de l'atteinte des chats, mais aussi à des plaques de graisses que l'on peut fabriquer soi-même.
Avec son bec, il lui arrive de transpercer le nichoir des mésanges pour en ramener les oisillons comme nourriture pour sa propre couvée.

### Chant et tambourinage
Le pic épeiche picasse, pleupleute. Le pic épeiche a pour cri typique une note explosive courte et sèche. Il émet aussi des "chick" plus doux et plus bas.
Le martèlement lent du tronc des arbres (coups de bec espacés et brefs) dont il se sert pour localiser et chercher sa nourriture (insectes et larves) par creusement, est différent du « tambourinage » (coups de bec puissants très rapides, entre 5 et 20 coups par seconde, à une vitesse estimée de 25 km/h) qui a lieu surtout à la fin de l'hiver et au début du printemps) et a pour fonction la recherche d'une partenaire et l'affirmation du territoire (parade territoriale). Ces violents coups de bec sont amortis par un système d'absorption des chocs : une tête en forme de marteau (car le trou occipital est à la face inférieure du crâne) ; une boîte crânienne plus stable, plus large relativement et plus épaisse que celle des autres oiseaux ; un cou court ; la partie osseuse de sa mandibule inférieure, un peu plus longue, disperse via les côtes renforcées le choc ; une structure osseuse spongieuse qui assure la transition entre le bec et l’os du crâne.
Ce tambourinage qui peut s'entendre jusqu'à 800 mètres alentour a longtemps été perçu comme une vocalisation, jusqu'à ce qu'en 1943, des observations plus fines mettent en évidence qu'il s'agit d'un bruit entièrement mécanique, produit par la succession précipitée de coups de bec.

### Reproduction

#### Cycle de reproduction

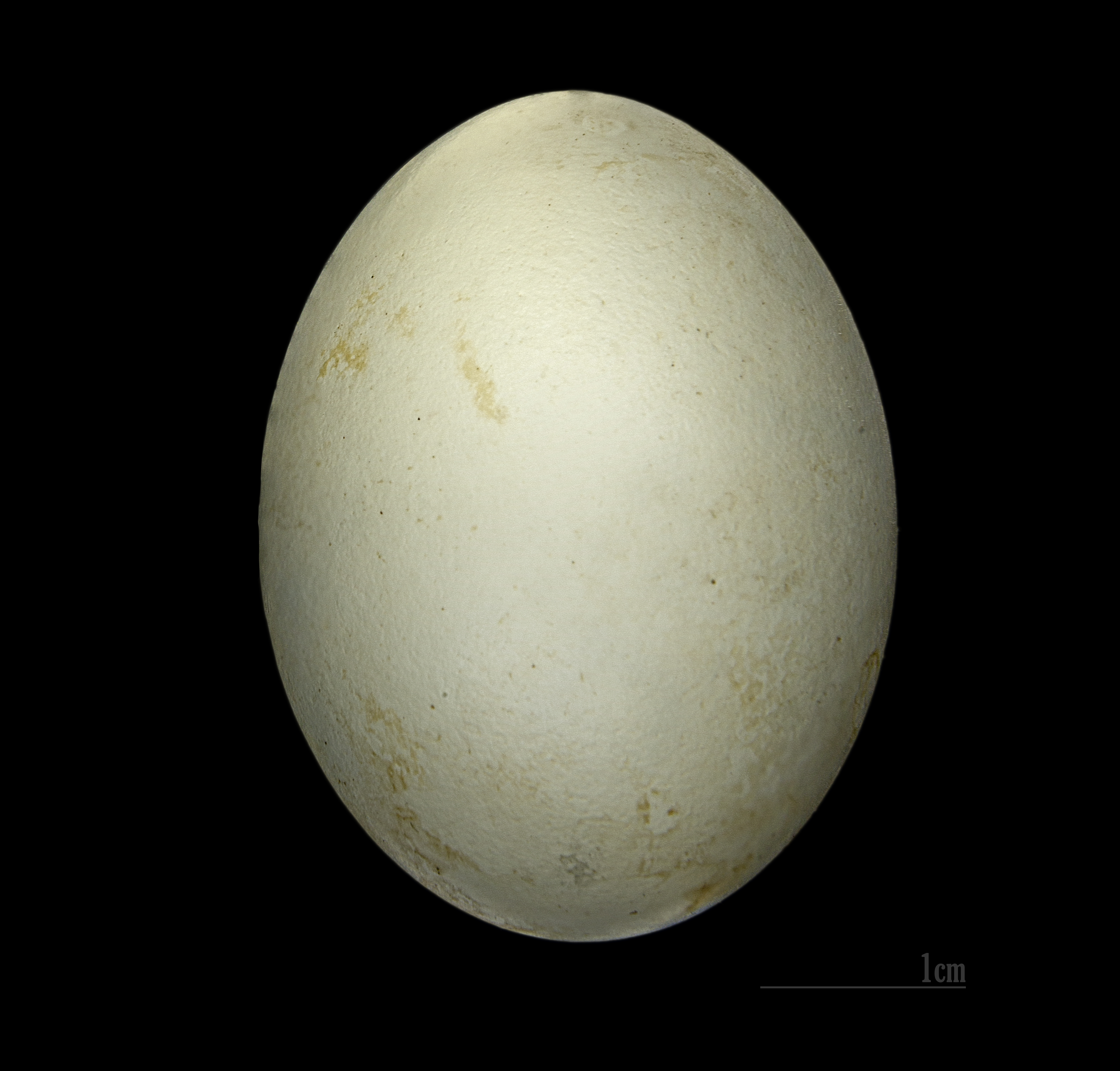
Œufs de Pic épeiche — MHNT

Presque tous les mâles des oiseaux forestiers arborent des couleurs vives pour attirer les femelles lors des parades nuptiales ou servir d'avertissement à leurs concurrents (aposématisme) dans les frondaisons sombres et enchevêtrées des arbres. Les pics ne font pas exception.
La mue complète des adultes a lieu après la saison de reproduction qui dure environ 120 jours. Les oisillons constituent une exception chez les petits nidicoles : ils revêtent directement leur plumage juvénile sans passer par le stade duvet.
Le pic épeiche loge dans une cavité de tronc ou d'une branche pendant la période de reproduction mais également tout au long de l'année. Le diamètre du trou d'entrée est de 5 - 6 cm (plus grand que celui du pic épeichette).

#### Nidification

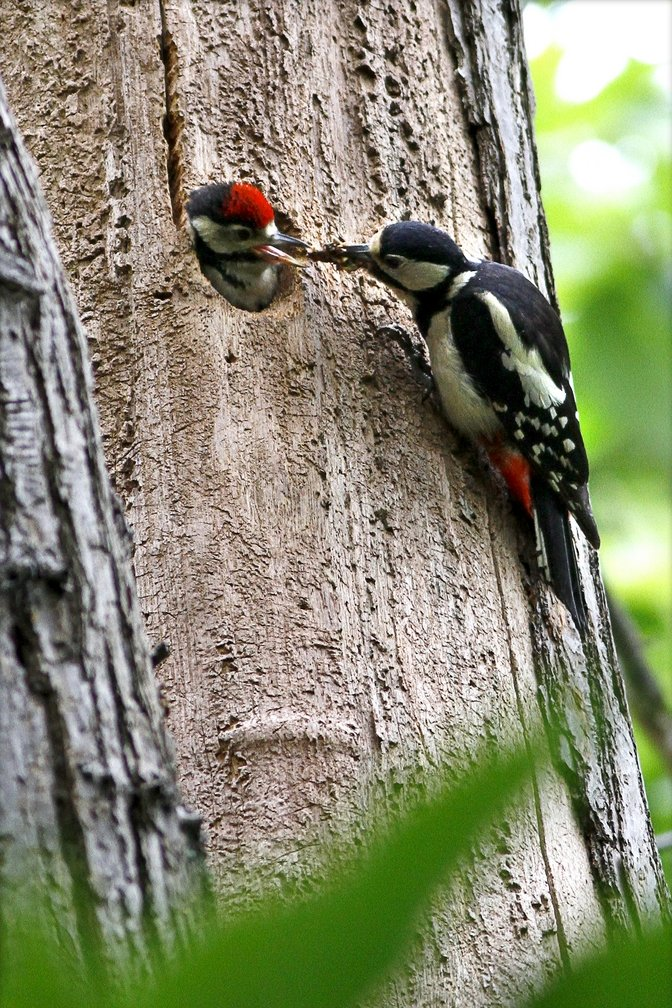
Oisillon dans le nid, nourri à la becquée.

Le pic épeiche niche préférentiellement dans des cavités : les deux adultes creusent pendant 3 à 4 semaines une loge de 20 à 30 cm de profondeur, 15 cm de large et avec un orifice de 5 cm de diamètre, dans un tronc mort ou vieillissant de préférence, généralement entre 3 et 5 m de haut en mars et avril. Il niche parfois en nichoir artificiel. La nidification peut aussi avoir lieu dans d'anciennes cavités, dont il chasse les occupants tels que l'Étourneau sansonnet, d'autres espèces de pics, la Sittelle torchepot ou la Mésange bleue, et qu'il agrandit si nécessaire. La femelle dépose 4 à 7 œufs blancs, entre fin avril et début juin. L'incubation dure environ de 10 à 16 jours, assurée par la femelle dans la journée, et par le mâle la nuit. Les poussins sont nidicoles et sont nourris par les deux parents. L'élevage des jeunes au nid dure de 20 à 23 jours, après quoi ils sont encore nourris pendant 8 à 14 jours avant leur émancipation.

## Répartition et habitat

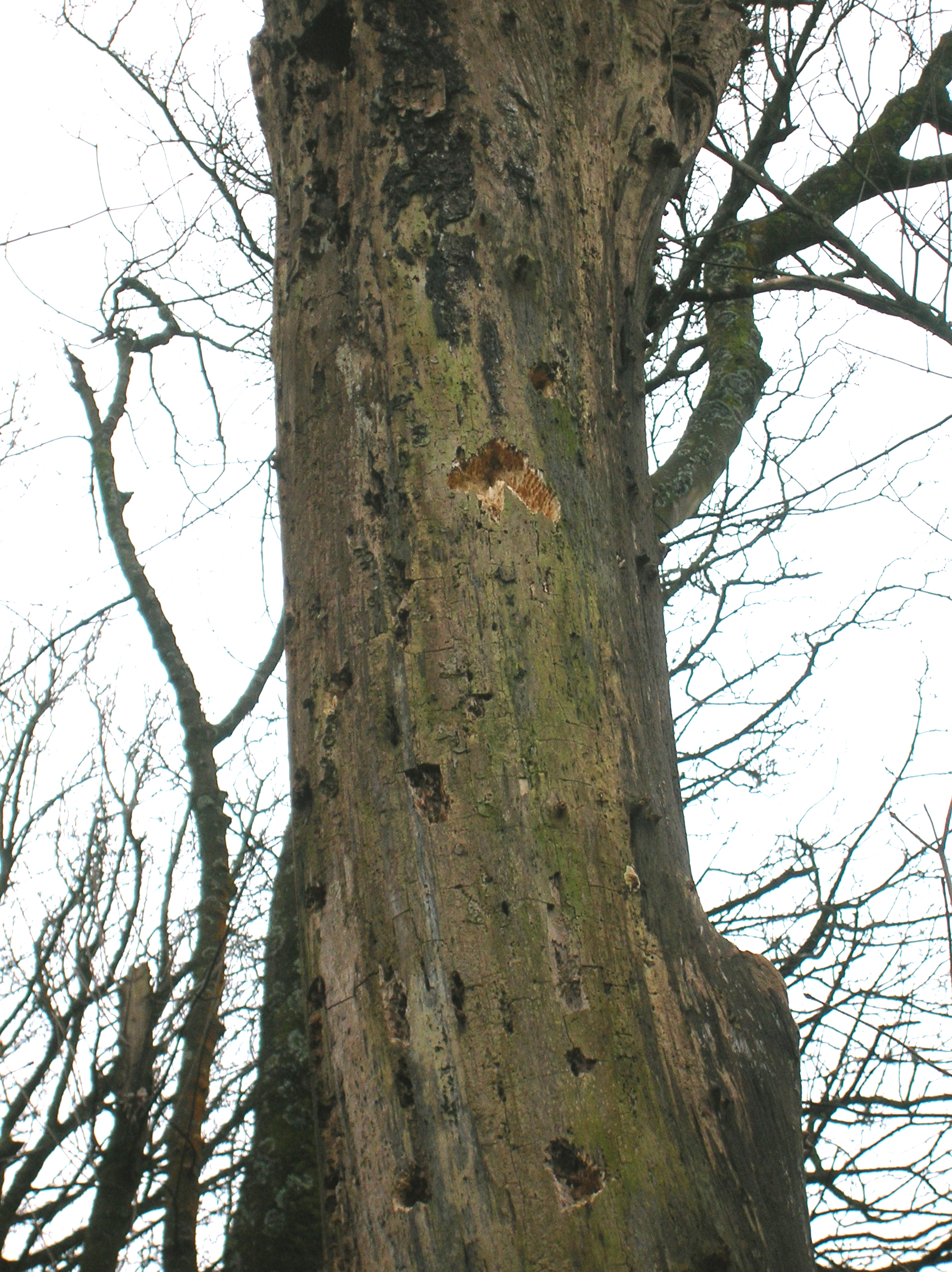
Pic épeiche en Ecosse

L'abondance du pic épeiche varie en fonction du milieu, les chênaies à charme étant plus peuplées que les hêtraies ou les forêts de conifères, pures ou mixtes. Il vit préférentiellement dans les boisements âgés, bocages, parcs, parfois jardins avec de vieux arbres, les haies d'arbres et les vergers, de la taïga arctique jusqu'aux régions méditerranéennes.
Le pic épeiche se trouve en Asie (jusqu'au Japon), Asie Mineure, nord-ouest de l'Afrique et Europe. En France, où il est généralement sédentaire, on le rencontre sur tout le territoire.

## Populations

### État des populations, pression et menaces
Comme tous les pics, le pic épeiche a sans doute beaucoup souffert de la raréfaction des bois morts et arbres sénescents en forêt. Les monitorings de la « Station ornithologique suisse de Sempach » ont démontré que la restauration de la quantité et qualité des bois morts et sénescents (suivi par l'Inventaire forestier national suisse) a permis une nette augmentation des populations reproductrices des espèces forestières dépendantes de plusieurs types de bois mort (pic noir, pic épeiche, pic mar, pic épeichette, pic vert, pic tridactyle  ainsi que mésange huppée, mésange boréale et Grimpereau des bois)  de 1990 à 2008, bien que dans une mesure variant selon ces espèces.
Le pic à dos blanc a même fortement élargi son aire dans l’est de la Suisse.
Pour toutes les espèces suivies, hormis pour le pic vert et le pic mar,,., la disponibilité croissante de bois mort semble  être le facteur explicatif le plus important. Ces espèces consommant les insectes parasites des arbres, on peut supposer que la résilience écologique des forêts en sera améliorée

### Protection
Le Pic épeiche bénéficie d'une protection totale sur le territoire français depuis l'arrêté ministériel du 17 avril 1981 relatif aux oiseaux protégés sur l'ensemble du territoire. Il est donc interdit de le détruire, le mutiler, le capturer ou l'enlever, de le perturber intentionnellement ou de le naturaliser, ainsi que de détruire ou enlever les œufs et les nids, et de détruire, altérer ou dégrader son milieu. Qu'il soit vivant ou mort, il est aussi interdit de le transporter, colporter, de l'utiliser, de le détenir, de le vendre ou de l'acheter.

## Systématique

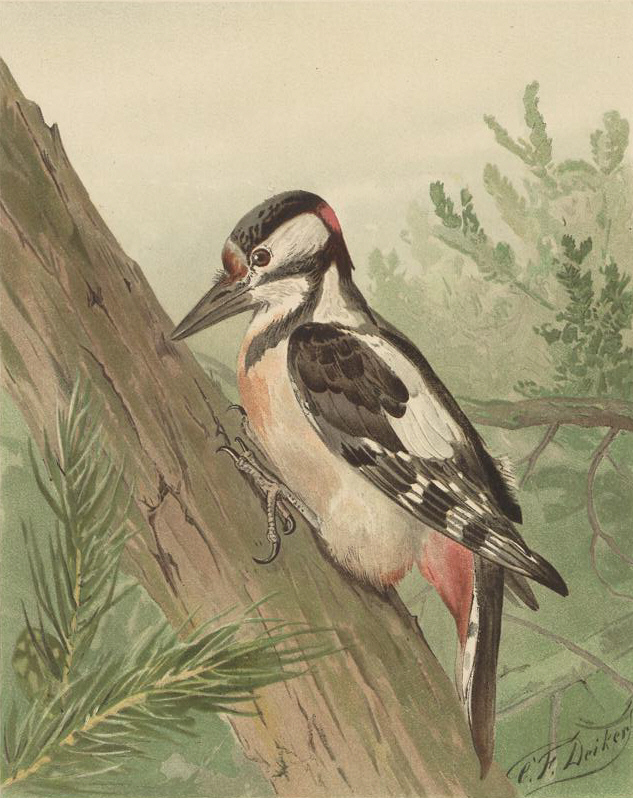
Carl Friedrich Deiker : grand pic épeiche (1875)

### Dénomination
L'espèce Dendrocopos major est décrite  par le naturaliste suédois Carl von Linné dans son Systema naturae en 1758, sous le nom initial de Picus major.
Son nom binominal taxinomique Dendrocopos major, qui vient du grec δένδροkɔpɔν Dendrocopos (dendron, « arbre », et kopos, « coup [de bec] ») et du latin major (« plus grand »), lui est donné en 1816 par le naturaliste allemand Carl Ludwig Koch.
Son nom vernaculaire de pic provient du latin populaire piccus, substantif formé à partir de l'onomatopée imitant le bruit que fait cet oiseau en frappant de son bec les arbres. Quant au qualificatif d'épeiche, attesté au XIIIe siècle, il est issu du terme « specht » d'origine francique (hollandais, allemand) et qui, formé sur une base (s)p-k, signifie « mouchetures » ou « oiseaux tachetés ».

### Synonymes
- Picus major Linné, 1758 (protonyme)
- Picoides major Linné, 1758

## Le pic épeiche et l'homme
Son régime essentiellement insectivore (larves, diptères, araignées et surtout coléoptères comme les capricornes) justifie qu'il a été classé « insectivore utile » par la Convention pour la protection des oiseaux utiles à l'agriculture du 19 mars 1902.
Victime des écureuils, des martres, des fouines et des éperviers, il a également subi comme tous les pics le contrecoup de la perte ou de la modification des habitats lié à des facteurs anthropiques (activités d'utilisation des terres, changements climatiques, diffusion d'espèces non indigènes). Ce n'est que depuis 1950 que tous les pics sont protégés (dans les États signataires de la Convention internationale pour la protection des oiseaux le 18 octobre 1950) pendant leur période de reproduction et que le Pic épeiche bénéficie d'une protection totale sur le territoire français depuis l'arrêté de 1981.
Son statut d'espèce parapluie justifie également que l'homme assure sa protection et la conservation de son habitat particulier. Les cavités dues au pic épeiche abritent en effet beaucoup d'autres espèces d'oiseaux cavernicoles forestières (chouette de Tengmalm, mésanges, sittelles torchepot ou gobe-mouches noir), de petits mammifères (loir et muscardin) et différents insectes (frelons ou guêpes).